# Jarjīsh
Jarjīsh (persiska: جرجیش) är en ort i Iran.   Den ligger i provinsen Chahar Mahal och Bakhtiari, i den centrala delen av landet, 500 km söder om huvudstaden Teheran. Jarjīsh ligger 1 817 meter över havet och antalet invånare är 133.
Terrängen runt Jarjīsh är bergig åt sydväst, men åt nordost är den kuperad. Runt Jarjīsh är det ganska glesbefolkat, med 38 invånare per kvadratkilometer. Närmaste större samhälle är Āb Chenār-e Soflá, 6,9 km sydost om Jarjīsh. Omgivningarna runt Jarjīsh är i huvudsak ett öppet busklandskap.